# Liste der Baudenkmäler in Erlangen/D
Diese Liste ist eine Teilliste der Liste der Baudenkmäler in Erlangen. Grundlage der Liste ist die Bayerische Denkmalliste, die auf Basis des bayerischen Denkmalschutzgesetzes vom 1. Oktober 1973 erstmals erstellt wurde und seither durch das Bayerische Landesamt für Denkmalpflege geführt und aktualisiert wird. Die folgenden Angaben ersetzen nicht die rechtsverbindliche Auskunft der Denkmalschutzbehörde.
Dieser Teil der Liste beschreibt die denkmalgeschützten Objekte in folgenden Straßen:
- Danziger Straße
- Drausnickstraße
- Dreikönigstraße

## Danziger Straße
| Lage                             | Objekt   | Beschreibung                                                                                    | Akten-Nr.               | Bild           |
| -------------------------------- | -------- | ----------------------------------------------------------------------------------------------- | ----------------------- | -------------- |
| Danziger Straße 5 (Standort)     | Wohnhaus | Als Giebelbau ausgebildeter Teil einer Hausgruppe (mit Reinhardstraße 10/12), bezeichnet „1925“ | D-5-62-000-111 Wikidata | weitere Bilder |
| Danziger Straße 9, 11 (Standort) | Wohnhaus | Doppelwohnhaus mit skulpturalem Dekor, bezeichnet „1927“                                        | D-5-62-000-112 Wikidata | weitere Bilder |
| Danziger Straße 13 (Standort)    | Villa    | Expressionistisch beeinflusste Architekturformen, um 1925                                       | D-5-62-000-113 Wikidata | Villa          |

## Drausnickstraße
| Lage                              | Objekt                                                      | Beschreibung | Akten-Nr.                | Bild           |
| --------------------------------- | ----------------------------------------------------------- | --- | ------------------------ | -------------- |
| Drausnickstraße 1, 1 a (Standort) | Zwei stattliche Kasernengebäude der Neuen Infanteriekaserne | Viergeschossige Ziegelsteinbauten mit Hausteingliederung, jeweils durch dreiachsigen Mittelrisalit und Eckrisalite mit Dreiecksgiebeln gegliedert, um 1890/93; bilden Gruppe mit Drausnickstraße 1b und Wilhelmstraße 2, 2a/2b sowie Schillerstraße 52a/54 | D-5-62-000-1294 Wikidata | weitere Bilder |
| Drausnickstraße 1 b (Standort)    | Ehemaliges Offizierskasino                                  | Dreigeschossig mit höherem siebenachsigem Mittelrisalit, in Formen der italienischen Renaissance, um 1890/1900 | D-5-62-000-1294 Wikidata | weitere Bilder |

## Dreikönigstraße
| Lage                         | Objekt                          | Beschreibung                                                         | Akten-Nr.               | Bild                            |
| ---------------------------- | ------------------------------- | -------------------------------------------------------------------- | ----------------------- | ------------------------------- |
| Dreikönigstraße 2 (Standort) | Ehemaliges Gasthaus Drei Könige | Zweigeschossiger Traufseitbau mit Zwerchhaus, 1706                   | D-5-62-000-116 Wikidata | Ehemaliges Gasthaus Drei Könige |
| Dreikönigstraße 4 (Standort) | Bürgerhaus                      | Zweigeschossiger Traufseitbau mit Zwerchhaus, Anfang 18. Jahrhundert | D-5-62-000-117 Wikidata | Bürgerhaus                      |
| Dreikönigstraße 7 (Standort) | Bürgerhaus                      | Zweigeschossiger Traufseitbau mit Zwerchhaus, 1687                   | D-5-62-000-118 Wikidata | Bürgerhaus                      |

## Ehemalige Baudenkmäler
In diesem Abschnitt sind Objekte aufgeführt, die früher einmal in der Denkmalliste eingetragen waren, jetzt aber nicht mehr. Objekte, die in anderem Zusammenhang also z. B. als Teil eines Baudenkmals weiter eingetragen sind, sollen hier nicht aufgeführt werden. Aktennummern in diesem Abschnitt sind ehemalige, jetzt nicht mehr gültige Aktennummern.

| Lage                     | Objekt                                               | Beschreibung | Akten-Nr.                | Bild |
| ------------------------ | ---------------------------------------------------- | ------------ | ------------------------ | ---- |
| Donaustraße 8 (Standort) | Pfarrhaus der evangelisch-lutherischen Erlöserkirche |              | D-5-62-000-1030 Wikidata | BW   |